# Isobactrus hutchinsoni
Isobactrus hutchinsoni är en kvalsterart. Isobactrus hutchinsoni ingår i släktet Isobactrus och familjen Halacaridae. Inga underarter finns listade i Catalogue of Life.